# تيسراس
تيسراس هي جماعة قروية في إقليم تارودانت بجهة سوس ماسة جنوب المغرب. وهي تضم 7656 نسمة، حسب الإحصاء العام للسكان والسكنى لسنة 2014.

## دواوير الجماعة
- دوار تمردوت
- دوار تزمرانت
- دوار تكاديرت
- دوار إميضر
- دوار أضار
- دوار أمزاورو
- دوار تاخوشت
- دوار تلمكاية
- دوار بوتوكة
- دوار إكنوضار
- دوار توك الخير
- دوار تكانت
- دوار إدخسن
- دوار أمزناس
- دوار تالمساوت
- دوار إسلي
- دوار إغيل
- دوار مضيط
- دوار إنغران
- دوار بومزير
- دوار باعبلي
- دوار أغبالو
- دوار اݣني نبامسعاود
- دوار أݣرسافن
- دوار تازݣارت
- دوار تانفيط
- دوار تاوريرت
- دوار تاكولمت

## التعليم
قائمة المؤسسات التعليمية في جماعة تيسراس:
- مجموعة مدارس تسدرمت (المركزية: بوتوكا / الوحدات: توك الخير - إدخسن - تلمساوت - إسلي - إدوكالن - أمسكرت)
- مجموعة مدارس تازيوكت (المركزية: بومزير / الوحدات: تانفيط - تاكولمت - الدزان - تاخوشت)
- مجموعة مدارس إميضر (المركزية: إميضر / الوحدات: تكاديرت - أضار - أمزاورو)